# خط طول 78° غرب
خط طول 78° غرب هو أحد خطوط الطول الجغرافية، والتي تمتد من القطب الشمالي الجغرافي إلى القطب الجنوبي الجغرافي، وحسب التحويل الزمني يتأخر خط طول 78° غرب عن خط غرينتش بـ5 ساعة و12 دقيقة.

## من القطب إلى القطب
ينطلق خط طول 78° غرب من القطب الشمالي نحو القطب الجنوبي مرورا بالمناطق التي ترد في الجدول التالي:
| الإحداثيات                         | البلد أو الإقليم أو البحر | ملاحظات |
| ---------------------------------- | ------------------------- | --- |
| 90°0′N 78°0′W / 90.000°N 78.000°W  | المحيط المتجمد الشمالي    | |
| 82°54′N 78°0′W / 82.900°N 78.000°W | كندا                      | نونافوت — جزيرة إليسمير |
| 77°28′N 78°0′W / 77.467°N 78.000°W | خليج بافن                 | |
| 76°59′N 78°0′W / 76.983°N 78.000°W | كندا                      | نونافوت — جزيرة إليسمير |
| 76°37′N 78°0′W / 76.617°N 78.000°W | خليج بافن                 | |
| 73°38′N 78°0′W / 73.633°N 78.000°W | كندا                      | نونافوت — جزيرة بيلوت [لغات أخرى]‏ |
| 72°53′N 78°0′W / 72.883°N 78.000°W | Eclipse Sound             | |
| 72°41′N 78°0′W / 72.683°N 78.000°W | كندا                      | نونافوت — بافن (جزيرة) |
| 70°14′N 78°0′W / 70.233°N 78.000°W | حوض فوكس                  | |
| 69°43′N 78°0′W / 69.717°N 78.000°W | كندا                      | نونافوت — جزيرة كوخ [لغات أخرى]‏ |
| 69°37′N 78°0′W / 69.617°N 78.000°W | حوض فوكس                  | |
| 65°0′N 78°0′W / 65.000°N 78.000°W  | كندا                      | نونافوت — Foxe Peninsula, بافن (جزيرة) |
| 64°25′N 78°0′W / 64.417°N 78.000°W | Foxe Channel              | |
| 64°0′N 78°0′W / 64.000°N 78.000°W  | كندا                      | نونافوت — unnamed island just west of Mill Island |
| 63°57′N 78°0′W / 63.950°N 78.000°W | Foxe Channel              | |
| 63°28′N 78°0′W / 63.467°N 78.000°W | كندا                      | نونافوت — Nottingham Island |
| 63°7′N 78°0′W / 63.117°N 78.000°W  | Foxe Channel              | |
| 62°35′N 78°0′W / 62.583°N 78.000°W | كندا                      | نونافوت — Digges Islands |
| 62°33′N 78°0′W / 62.550°N 78.000°W | خليج هدسون                | |
| 62°23′N 78°0′W / 62.383°N 78.000°W | كندا                      | كيبك — شبه جزيرة أونغافا [لغات أخرى]‏ |
| 61°42′N 78°0′W / 61.700°N 78.000°W | خليج هدسون                | |
| 60°59′N 78°0′W / 60.983°N 78.000°W | كندا                      | كيبك — شبه جزيرة أونغافا [لغات أخرى]‏ |
| 60°46′N 78°0′W / 60.767°N 78.000°W | خليج هدسون                | |
| 59°16′N 78°0′W / 59.267°N 78.000°W | كندا                      | كيبك — شبه جزيرة أونغافا [لغات أخرى]‏ نونافوت — من 58°21′N 78°0′W / 58.350°N 78.000°W, Frazier Island |
| 58°20′N 78°0′W / 58.333°N 78.000°W | خليج هدسون                | مرورا عبر the Salikuit Islands (في 56°18′N 78°0′W / 56.300°N 78.000°W) |
| 55°11′N 78°0′W / 55.183°N 78.000°W | كندا                      | كيبك أونتاريو — من 46°14′N 78°0′W / 46.233°N 78.000°W |
| 43°58′N 78°0′W / 43.967°N 78.000°W | بحيرة أونتاريو            | |
| 43°22′N 78°0′W / 43.367°N 78.000°W | الولايات المتحدة          | نيويورك (ولاية) بنسيلفانيا — من 42°0′N 78°0′W / 42.000°N 78.000°W ماريلند — من 39°43′N 78°0′W / 39.717°N 78.000°W فيرجينيا الغربية — من 39°36′N 78°0′W / 39.600°N 78.000°W فرجينيا — من 39°14′N 78°0′W / 39.233°N 78.000°W كارولاينا الشمالية — من 36°33′N 78°0′W / 36.550°N 78.000°W |
| 33°51′N 78°0′W / 33.850°N 78.000°W | المحيط الأطلسي            | |
| 26°43′N 78°0′W / 26.717°N 78.000°W | جزر البهاما               | جزيرة باهاما الكبرى |
| 26°39′N 78°0′W / 26.650°N 78.000°W | المحيط الأطلسي            | مرورا بغرب the جزر بيري [لغات أخرى]‏, جزر البهاما (في 25°49′N 77°55′W / 25.817°N 77.917°W) |
| 25°9′N 78°0′W / 25.150°N 78.000°W  | جزر البهاما               | جزيرة Andros |
| 24°13′N 78°0′W / 24.217°N 78.000°W | المحيط الأطلسي            | |
| 22°18′N 78°0′W / 22.300°N 78.000°W | كوبا                      | كايو رومانو و the mainland |
| 20°42′N 78°0′W / 20.700°N 78.000°W | البحر الكاريبي            | |
| 18°27′N 78°0′W / 18.450°N 78.000°W | جامايكا                   | |
| 18°7′N 78°0′W / 18.117°N 78.000°W  | البحر الكاريبي            | |
| 9°11′N 78°0′W / 9.183°N 78.000°W   | بنما                      | |
| 7°19′N 78°0′W / 7.317°N 78.000°W   | المحيط الهادئ             | مرورا بشرق جزيرة جورجونا island, كولومبيا (في 3°0′N 78°10′W / 3.000°N 78.167°W) |
| 2°39′N 78°0′W / 2.650°N 78.000°W   | كولومبيا                  | |
| 0°50′N 78°0′W / 0.833°N 78.000°W   | الإكوادور                 | |
| 3°8′S 78°0′W / 3.133°S 78.000°W    | بيرو                      | |
| 10°26′S 78°0′W / 10.433°S 78.000°W | المحيط الهادئ             | |
| 60°0′S 78°0′W / 60.000°S 78.000°W  | المحيط الجنوبي            | |
| 72°31′S 78°0′W / 72.517°S 78.000°W | القارة القطبية الجنوبية   | Territory المطالب الإقليمية بالقارة القطبية الجنوبية by تشيلي (المقاطعة التشيلية بالقارة القطبية الجنوبية) و by the المملكة المتحدة (المقاطعة البريطانية بالقارة القطبية الجنوبية) |